# Витез Седам краљевстава (ТВ серија)
Витез Седам краљевстава (енгл. A Knight of the Seven Kingdoms) је предстојећа америчка фантастично-драмска телевизијска серија, коју је креирао Џорџ Р. Р. Мартин на основу сопственог серијала новела. Главне улоге у серији тумаче Питер Клефи као насловни витез луталица сер Данкан „Данк” Високи и Декстер Сол Ансел као његов штитоноша принц Егон „Јаје” Таргарјен.
Витез Седам краљевстава је преднаставак друге HBO-ове телевизијске серије, Игра престола, и трећа је телевизијска адаптација у франшизи Песма леда и ватре. Серија се састоји од шест епизода и биће емитована 2025. године.

## Премиса
Паж по имену Данк узима мач и штит свог покојног господара и пријављује се на турнир не би ли отпочео живот витеза. Међутим, „сер Данкан” мора много тога да научи о свету витезова и племића, и док покушава да нађе покровитеља који ће му омогућити да наступи на турниру, брзо стиче и пријатеље и непријатеље. Данк је вешт борац и силно му је стало до части, али да ли је то довољно да постане истински витез у очима других, или је ипак тек обичан младић који живи у заблуди и због кога многим њему блиским људима прети страшна опасност?

## Улоге
| Глумац            | Улога                                 |
| ----------------- | ------------------------------------- |
| Питер Клефи       | сер Данкан Високи „Данк”              |
| Декстер Сол Ансел | Егон Таргарјен „Јаје”                 |
| Фин Бенет         | Ерион „Светлопламен” Таргарјен        |
| Берти Карвел      | Белор „Ломикопље” Таргарјен           |
| Сем Спруел        | Мекар Таргарјен                       |
| Тензин Крофорд    | Тансела                               |
| Данијел Ингс      | сер Лионел Баратеон „Насмејана Олуја” |